# Gonesse
Gonesse là một xã trong vùng hành chính Île-de-France, thuộc tỉnh Val-d'Oise, quận Sarcelles, tổng Gonesse. Tọa độ địa lý của xã là 48° 58' vĩ độ bắc, 02° 27' kinh độ đông. Gonesse nằm trên độ cao trung bình là 53 mét trên mực nước biển, có điểm thấp nhất là 39 mét và điểm cao nhất là 97 mét. Xã có diện tích 20,09 km², dân số vào thời điểm 1999 là 24.721 người; mật độ dân số là 1230 người/km².

## Thông tin nhân khẩu
| 1936  | 1946  | 1954  | 1962  | 1968   | 1975   | 1982   | 1990   | 1999   |
| ----- | ----- | ----- | ----- | ------ | ------ | ------ | ------ | ------ |
| 4 638 | 4 006 | 4 881 | 8 517 | 21 187 | 21 390 | 22 896 | 23 152 | 24 721 |

## Nhân vật nổi tiếng
- Philippe II Auguste (1165-1223), vua (1180-1223)
- Simon Abkarian (sinh 1962), diễn viên